# Cefaklor
Cefaklor spada med antibiotike iz skupine cefalosporinov druge generacije. Je antibiotik s širokim spektrom delovanja, deluje npr. proti Streptococcus pyogenes, Escherichia coli, Diplococcus pneumoniae, Shigella sp., Klebsiella pneumoniae, Aerobacter aerogenes in Salmonella heidelberg. Uporablja se predvsem za zdravljenje bakterijskih infekcij kot so infekcije ušes, pljuč, kože, grla in urinarnih infekcij.

## Pridobivanje
Antibiotik je polsintezni, postopek halogenizacije na 3. mestu je odkril Robert Chauvette, patentirala pa ga je družba Lilly (1). Antibiotik cefaklor pridobijo iz alfa-aminoacil-3-halo cefalosporinov, ki jih preko patentiranih postopkov kemično spremenijo v druge substance. Pogosta sintetična tehnika za pridobivanje različnih antibiotikov je zaščita 4-karboksilata pred zaestrenjem, nato pa preko različnih korakov spreminjajo 3. pozicijo, da dobijo na njej en sam klorov atom(1).
Cefaklor je antibiotik, ki se od sorodnega cefaleksina razlikuje le v 3. poziciji. Tam ima cefaleksin vezano metilno skupino, cefaklor pa klorov atom. Zaradi tega so sklepali, da bi se moglo enostavno uporabiti cefaleksin za pretvorbo v cefaklor. Do leta 1990 se je to dalo preko nekaj korakov, takrat pa so pri podjetju Biopure Corporation iz Cambridga ugotovili, kako bi se dalo to pretvorbo narediti s pomočjo encimov v enem koraku, to tudi storili in postopek patentirali (2). Patent temelji na odkritju encima cefaleksin-kloroperoksidaze, ki je sposoben zamenjati metilno skupino s klorovim ionom, torej pretvoriti en antibiotik v drugega. Encim so izolirali iz seva Rathayibacter biopuresis. (2).

## Stabilnost
Cefaklor je bolj stabilen pri nižjih pH-vrednostih kot pri višjih (alkalnih), kar je posledica negativnega naboja klora, ki izboljša stabilnost pri nižjih pH-vrednostih. Prav tako so ugotovili, da je treba ta antibiotik hraniti pri temperaturi okoli 4 °C, saj že 6-urno shranjevanje pri 25 °C povzroči 50% inaktivacijo (3).

## Rezistenca
Mehanizem rezistence temelji na odpornosti proti beta-laktamazam, encimom, ki hidrolizirajo molekulo antibiotika. Ugotovili so, da je odporen proti beta-laktimazam tipa III, ni pa odporen proti tipu I in da je v manjšem obsegu odporen proti tipu IV in V. 